# Kyrsta
Kyrsta är en by cirka 6 km väster om Storvreta i Ärentuna socken i Uppsala kommun, mellersta Uppland.
Kyrsta ligger längs länsväg C 699 strax öster om bron över E4. I Kyrsta har arkeologiska utgrävningar gjorts i samband med E4-bygget.

## Historia
Enligt 1540-talets jordeböcker bestod byn av tre gårdar. 
På ömse sidor av byn står två runstenar utmed nuvarande väg 699. Det äldsta skriftliga belägget är från 1296 (in Köristum) . Den ovan nämnda väg 699 antas ha haft ungefär samma sträckning ända sedan forntiden. 
Lösfynd av flintdolkar och stenyxor visar att byns marker varit bebodda sedan stenåldern . År 2002 genomfördes omfattande arkeologiska undersökningar inför omdragningen av E4:an som numera passerar strax väster om byns gårdar . Dessa undersökningar berörde boplatslämningar (RAÄ 327 & 330) i åkermarken söder om dagens bebyggelse. Rester efter ett fyrtiotal förhistoriska hus påträffades. Det äldsta var från övergången mellan sten- och bronsålder. Det yngsta kunde dateras till vikingatid. Flertalet byggnader hade uppförts under den äldre järnåldern, då flera samtida gårdar funnits på platsen . Strax utanför den förhistoriska bebyggelsen påträffades även två sedan tidigare okända gravfält. Det ena (RAÄ 328) var beläget på en mindre åkerholme och hade använts under den förromerska järnåldern. Det andra (RAÄ 329) låg i åkermarken ett stycke söder om dagens bybebyggelse. Där påträffades gravar från perioden yngre romersk järnålder-tidig medeltid . Undersökningarna visade på en intensiv bosättning i området under framförallt den äldre järnåldern. Bara några hundra meter söderut, vid Vaxmyra, undersöktes ytterligare gårdar från denna period  inför vägbygget.

## Personer från orten
På 1800-talet bodde konstnären Bruno Liljefors morföräldrar i en av byns gårdar. Flera av hans naturskildringar är hämtade från Kyrstatrakten .